# Francisco Salazar (actor)
Francisco "Pancho" Salazar es un actor, director, músico y profesor universitario venezolano. Egresó de la Escuela de Letras de la Universidad Central de Venezuela y del Conservatorio de Música Juan José Landaeta. Ha participado en múltiples agrupaciones y espectáculos de teatro, danza y música dentro y fuera de Venezuela. Actualmente es profesor en la UNEARTE y dicta talleres de oratoria, entrenamiento e interpretación para actores.

## Biografía
Sus primeros trabajos en artes escénicas los realizó en un grupo universitario de la Universidad Central de Venezuela llamado "Las Cuatro Tablas". Participó activamente como miembro y director en el Taller Experimental de Teatro (TET). Ha sido alumno de Richard Armstrong (Roy Hart Theatre), Ryszard Cieslak, Sylvain Corthay, Elizabeth Albahaca y Teo Spicholsky en teatro. Y de Fedora Alemán, Lucy Ferrero, Sienw Tuan - Loh, Helena Lazarska y Vera Rosza en canto lírico.
En su dilatada trayectoria por las artes escénicas, Pancho Salazar sobresale su actuación en El día del juicio por la tarde y Casa de fuego del Taller Experimental de Teatro (TET), Señor Pablo de T. Heine, Gaugin de Toni Cots, Ferdydurke de Witold Gombrowicz, El beso de la mujer araña de la novela de Manuel Puig, Hamlet de W. Shakespeare y, recientemente, en Rondó Adafina y El coronel no tiene quien le escriba. También ha participado en el cine en la película El Amparo, dirigida por Rober Calzadilla y escrita por Karin Valecillos.
Como director ha destacado en obras como Las cloacas del paraíso de Jorge Díaz, Edipo rey de Sófocles, Las Bacantes de Eurípides, Las sillas de Eugene Ionesco, A puerta cerrada de Jean-Paul Sartre, La Tempestad y Ricardo III de W. Shakespeare y Fausto de Goethe, Marlowe y Mann. Así como las óperas Cosi fan tutte de Mozart y Dido y Eneas de Henry Purcell.
Como intérprete, ha participado en numerosas óperas, tales como Rigoletto, Nabucco y Aida de Verdi, Jone de Petrella, Le nozze di Figaro y Don Giovanni de Mozart y La Cenerentola de Rossini. Su trabajo lírico se ha presentado en Colombia, Argentina, Chile, Polonia, España, Italia, Francia, Estados Unidos, Alemania, Inglaterra y Austria.
También se ha desarrollado como Director Académico y profesor en la Academia de Artes Escénicas de Miami (Florida, Estados Unidos). 
Además de su carrera artística, Pancho Salazar es psicoterapeuta con estudios en la Escuela de Psicología Profunda y en el Centro de Estudios Jungianos en Caracas.

## Logros
Francisco "Pancho" Salazar es miembro fundador de la Camerata de Caracas y de los grupos Ars Musicae en Venezuela, del ensamble masculino Ancora y del Ensemble Brahms de Caracas. Con ellos ha realizado grabaciones discográficas como Sinfonía n.º 9 (Beethoven) de Ludwig van Beethoven y Réquiem Patris Patrae de Vicente Emilio Sojo. Junto a la Camerata de Caracas participó en una grabación de música del Renacimiento Europeo como barítono, flauta dulce y percusión.
Fue seleccionado por concurso para las actividades del European Opera Center y finalista en el Concurso Pavarotti (1985) en Filadelfia, Estados Unidos.
Ha participado en diversos encuentros y festivales como el Encuentro Latinoamericano de Teatro de Grupo en Ayacucho, Perú; XII Festival de Teatro de Sitges, España; V Festival de Teatro Musical en Rennes, Francia; I Encuentro Iberoamericano de Teatro Itinerante en Madrid, Sevilla, Málaga y Córdoba (España); IV Festival de Danza Contemporánea en Barranquilla, Colombia; III Festival de Danza Contemporánea en Franckfurt, Berlín y Bonn (Alemania); IV Festival de Teatro en Bahia, Brasil; Festival Internacional de la Oralidad en Elche, España; entre otros).